# مدار ۶۰ درجه شمالی

تصویر مناطقی از کره زمین که میان مدارهای ۵۰ تا ۷۰ درجه شمالی قرار گرفته‌اند، مدار ۶۰ درجه شمالی دقیقا از وسط این تصویر عبور می‌کند

مدار ۶۰ درجه شمالی، دایره‌ای از عرض جغرافیایی است که در ۶۰ درجهٔ شمالی خط استوا قرار دارد.

## گذر از مناطق
از نصف‌النهار مبدأ شروع می‌شود و به سمت مشرق ۶۰ درجه شمالی از موارد زیر گذر می‌کند:
| مختصات‌ها                                             | کشور، قلمرو یا دریا | توضیحات |
| ---------------------------------------------------- | ------------------- | --- |
| ۶۰°۰′ شمالی ۰°۰′ شرقی / ۶۰٫۰۰۰°شمالی ۰٫۰۰۰°شرقی      | دریای شمال          | |
| ۶۰°۰′ شمالی ۵°۲′ شرقی / ۶۰٫۰۰۰°شمالی ۵٫۰۳۳°شرقی      | نروژ                | جزیرهٔ Møkster, Selbjørn, Huftarøy, Reksteren و Tysnesøy, and the mainland گذرکردن از شمال اسلو |
| ۶۰°۰′ شمالی ۱۲°۲۳′ شرقی / ۶۰٫۰۰۰°شمالی ۱۲٫۳۸۳°شرقی   | سوئد                | |
| ۶۰°۰′ شمالی ۱۸°۵۳′ شرقی / ۶۰٫۰۰۰°شمالی ۱۸٫۸۸۳°شرقی   | دریای بالتیک        | |
| ۶۰°۰′ شمالی ۲۰°۸′ شرقی / ۶۰٫۰۰۰°شمالی ۲۰٫۱۳۳°شرقی    | جزایر الند          | |
| ۶۰°۰′ شمالی ۲۰°۵۸′ شرقی / ۶۰٫۰۰۰°شمالی ۲۰٫۹۶۷°شرقی   | دریای بالتیک        | |
| ۶۰°۰′ شمالی ۲۲°۲۲′ شرقی / ۶۰٫۰۰۰°شمالی ۲۲٫۳۶۷°شرقی   | فنلاند              | |
| ۶۰°۰′ شمالی ۲۳°۵۶′ شرقی / ۶۰٫۰۰۰°شمالی ۲۳٫۹۳۳°شرقی   | دریای بالتیک        | گذرکردن از جنوب هلسینکی, فنلاند |
| ۶۰°۰′ شمالی ۲۴°۲۶′ شرقی / ۶۰٫۰۰۰°شمالی ۲۴٫۴۳۳°شرقی   | فنلاند              | Porkkala peninsula |
| ۶۰°۰′ شمالی ۲۴°۳۰′ شرقی / ۶۰٫۰۰۰°شمالی ۲۴٫۵۰۰°شرقی   | دریای بالتیک        | خلیج فنلاند - گذرکردن از جنوب جزیرهٔ Gogland, روسیه |
| ۶۰°۰′ شمالی ۲۷°۴۸′ شرقی / ۶۰٫۰۰۰°شمالی ۲۷٫۸۰۰°شرقی   | روسیه               | جزیرهٔ Moshchnyy |
| ۶۰°۰′ شمالی ۲۷°۵۴′ شرقی / ۶۰٫۰۰۰°شمالی ۲۷٫۹۰۰°شرقی   | دریای بالتیک        | خلیج فنلاند |
| ۶۰°۰′ شمالی ۲۹°۴۴′ شرقی / ۶۰٫۰۰۰°شمالی ۲۹٫۷۳۳°شرقی   | روسیه               | جزیرهٔ Kotlin (city of کرونشتات) |
| ۶۰°۰′ شمالی ۲۹°۴۷′ شرقی / ۶۰٫۰۰۰°شمالی ۲۹٫۷۸۳°شرقی   | دریای بالتیک        | خلیج فنلاند |
| ۶۰°۰′ شمالی ۳۰°۵′ شرقی / ۶۰٫۰۰۰°شمالی ۳۰٫۰۸۳°شرقی    | روسیه               | گذرکردن از شمال سن پترزبورگ Passing through دریاچه لادوگا |
| ۶۰°۰′ شمالی ۱۵۴°۳۰′ شرقی / ۶۰٫۰۰۰°شمالی ۱۵۴٫۵۰۰°شرقی | دریای اختسک         | خلیج شلیخف |
| ۶۰°۰′ شمالی ۱۶۱°۲۸′ شرقی / ۶۰٫۰۰۰°شمالی ۱۶۱٫۴۶۷°شرقی | روسیه               | شبه‌جزیره کامچاتکا |
| ۶۰°۰′ شمالی ۱۶۵°۱۴′ شرقی / ۶۰٫۰۰۰°شمالی ۱۶۵٫۲۳۳°شرقی | دریای برینگ         | |
| ۶۰°۰′ شمالی ۱۶۶°۱۰′ شرقی / ۶۰٫۰۰۰°شمالی ۱۶۶٫۱۶۷°شرقی | روسیه               | |
| ۶۰°۰′ شمالی ۱۶۶°۳۳′ شرقی / ۶۰٫۰۰۰°شمالی ۱۶۶٫۵۵۰°شرقی | دریای برینگ         | Olyutorsky Gulf |
| ۶۰°۰′ شمالی ۱۷۰°۹′ شرقی / ۶۰٫۰۰۰°شمالی ۱۷۰٫۱۵۰°شرقی  | روسیه               | |
| ۶۰°۰′ شمالی ۱۷۰°۲۶′ شرقی / ۶۰٫۰۰۰°شمالی ۱۷۰٫۴۳۳°شرقی | دریای برینگ         | |
| ۶۰°۰′ شمالی ۱۶۷°۸′ غربی / ۶۰٫۰۰۰°شمالی ۱۶۷٫۱۳۳°غربی  | ایالات متحده آمریکا | آلاسکا - جزیره نونیواک |
| ۶۰°۰′ شمالی ۱۶۵°۳۹′ غربی / ۶۰٫۰۰۰°شمالی ۱۶۵٫۶۵۰°غربی | Etolin Strait       | |
| ۶۰°۰′ شمالی ۱۶۴°۹′ غربی / ۶۰٫۰۰۰°شمالی ۱۶۴٫۱۵۰°غربی  | ایالات متحده آمریکا | آلاسکا |
| ۶۰°۰′ شمالی ۱۵۲°۳۸′ غربی / ۶۰٫۰۰۰°شمالی ۱۵۲٫۶۳۳°غربی | Cook Inlet          | |
| ۶۰°۰′ شمالی ۱۵۱°۴۴′ غربی / ۶۰٫۰۰۰°شمالی ۱۵۱٫۷۳۳°غربی | ایالات متحده آمریکا | آلاسکا - Kenai Peninsula, Evans Island, Elrington Island, Latouche Island و Montague Island |
| ۶۰°۰′ شمالی ۱۴۷°۲۴′ غربی / ۶۰٫۰۰۰°شمالی ۱۴۷٫۴۰۰°غربی | اقیانوس آرام        | خلیج آلاسکا |
| ۶۰°۰′ شمالی ۱۴۴°۲۴′ غربی / ۶۰٫۰۰۰°شمالی ۱۴۴٫۴۰۰°غربی | ایالات متحده آمریکا | آلاسکا - Wingham Island, Kayak Island and a small section of mainland |
| ۶۰°۰′ شمالی ۱۴۳°۵۰′ غربی / ۶۰٫۰۰۰°شمالی ۱۴۳٫۸۳۳°غربی | اقیانوس آرام        | خلیج آلاسکا |
| ۶۰°۰′ شمالی ۱۴۱°۵۳′ غربی / ۶۰٫۰۰۰°شمالی ۱۴۱٫۸۸۳°غربی | ایالات متحده آمریکا | آلاسکا |
| ۶۰°۰′ شمالی ۱۳۹°۳′ غربی / ۶۰٫۰۰۰°شمالی ۱۳۹٫۰۵۰°غربی  | کانادا              | یوکان / بریتیش کلمبیا border نورت‌وست تریتوریز / بریتیش کلمبیا border نورت‌وست تریتوریز / آلبرتا border نورت‌وست تریتوریز / ساسکاچوان border نورت‌وست تریتوریز / مانیتوبا border - حدود 400m نوناووت / مانیتوبا border |
| ۶۰°۰′ شمالی ۹۴°۴۹′ غربی / ۶۰٫۰۰۰°شمالی ۹۴٫۸۱۷°غربی   | خلیج هودسن          | گذرکردن از شمال Ottawa Islands, نوناووت, کانادا |
| ۶۰°۰′ شمالی ۷۷°۱۷′ غربی / ۶۰٫۰۰۰°شمالی ۷۷٫۲۸۳°غربی   | کانادا              | کبک |
| ۶۰°۰′ شمالی ۶۹°۴۶′ غربی / ۶۰٫۰۰۰°شمالی ۶۹٫۷۶۷°غربی   | Ungava Bay          | |
| ۶۰°۰′ شمالی ۶۵°۷′ غربی / ۶۰٫۰۰۰°شمالی ۶۵٫۱۱۷°غربی    | کانادا              | کبک نیوفاندلند و لابرادور |
| ۶۰°۰′ شمالی ۶۴°۹′ غربی / ۶۰٫۰۰۰°شمالی ۶۴٫۱۵۰°غربی    | اقیانوس اطلس        | Border between the تنگه دیویس (to the north) and the دریای لابرادور (to the south)[۲] |
| ۶۰°۰′ شمالی ۴۴°۵۲′ غربی / ۶۰٫۰۰۰°شمالی ۴۴٫۸۶۷°غربی   | گرینلند             | |
| ۶۰°۰′ شمالی ۴۳°۹′ غربی / ۶۰٫۰۰۰°شمالی ۴۳٫۱۵۰°غربی    | اقیانوس اطلس        | |
| ۶۰°۰′ شمالی ۱°۲۱′ غربی / ۶۰٫۰۰۰°شمالی ۱٫۳۵۰°غربی     | بریتانیا            | اسکاتلند - جزیرهٔ Mainland و Mousa, شتلند |
| ۶۰°۰′ شمالی ۱°۱۱′ غربی / ۶۰٫۰۰۰°شمالی ۱٫۱۸۳°غربی     | دریای شمال          | |